# Nomada yarrowi
Nomada yarrowi är en biart som beskrevs av Schwarz 1981. Nomada yarrowi ingår i släktet gökbin, och familjen långtungebin. Inga underarter finns listade i Catalogue of Life.